# Нельговський Юрій Панасович
Ю́рій Пана́сович Нельго́вський (нар. 28 серпня 1918, Костянтиноград — пом. 23 червня 1983, Київ) — український архітектор, мистецтвознавець. Лауреат Державноїа премії УРСР у галузі архітектури за 1971 рік.

## Біографічні відомості
Закінчив 1941 року Київський художній інститут. 1943 року став членом ВКП(б).
Зробив низку обмірів і проектів реставрації пам'яток архітектури. Від 1947 року працював мистецтвознавцем.
1953 року захистив кандидатську дисертацію «Різьба по каменю в архітектурі України (За матеріалами кам'яного зодчества західних областей України кінця XVI — першої половини XVII століття)».
Здійснив дослідження середньовічної архітектури Кам'янця-Подільського.

## Публікації
- Архітектура будинку магістрату в Кам'янці-Подільському // Українське мистецтвознавство. — Випуск 3. — К., 1969. — С. 157—164.
- Замок у Збаражi // Українське мистецтвознавство. — Випуск 5. — К.: Наукова думка, 1971. — С. 199—205.
- Историко-архитектурные исследования при проектировании заповедника в Каменце-Подольском // Реконструкция центров исторических городов. — К., 1974. — С. 90—94.
- О древнейшей застройке города Каменец-Подольский // Проблемы современной архитектуры и историческое наследие Украины. — К., 1979. — С. 80—85.
- Некоторые особенности замков Подольских земель Украины XVI — начала XVII вв. // Архитектурное наследство. — Выпуск 27. — М.: Стройиздат, 1979. — С. 89—96.

Брав участь у колективних працях:
- «Нариси історії архітектури Української РСР. Дожовтневий період» (Київ, 1957),
- «Історія українського мистецтва» (том 2; Київ, 1968),
- «Загальна історія архітектури» (том 2; Москва, 1968),
- «Українське мистецтво» (Київ, 1976),
- «Історія Української РСР» (том 1, книга 2; Київ, 1979).

Співавтор (з Андрієм Шуляром) книги «Львів. Історико-архітектурний нарис» (Київ, 1969).